# Воронежев, Дмитрий Владимирович
Дмитрий Владимирович Воронежев (род. 4 февраля 1973, Орск, Оренбургская область) — советский и российский хоккеист, нападающий.

## Биография
Воспитанник СК «Южный Урал», первые тренеры С. П. Епанчинцев и С. Я. Арутюнян. Выступал за команды «Южный Урал» (1990/91 — 1993/94, 2001/02 — 2002/03), «Металлург» Новотроицк (2003/04), «Металлург» Магнитогорск (1993/94 — 1996/97), «Мечел» Челябинск (1997/98), «Молот-Прикамье» Пермь (1997/98 — 1998/99), «Липецк» (1999/2000), «Энергия» Кемерово и «Металлург» Серов (2000/01).
В МХЛ и РХЛ провёл семь сезонов. Бронзовый призёр МХЛ 1994/95.